# Gadair European Airlines
Gadair European Airlines  fue una aerolínea española con base en Madrid fundada en el año 2006 y que cesó sus operaciones en el año 2009. Era filial de Hola Airlines.

## Historia
La aerolínea planeaba originalmente comenzar sus operaciones el 10 de abril de 2006 usando para ello un Boeing 767-200ER en régimen de leasing, pero retrasos en la obtención de las licencias necesarias obligó retrasar dichas operaciones hasta junio de 2007. La aerolínea era propiedad del grupo AISA y Santiago Sánchez Marín.
En 2007 nuevos inversores provocaron un incremento de capital, que resultó en dos nuevos propietarios, S. Kahla adquirió un 25% y A. Baker un 50%. A pesar de esto, la aerolínea cesó sus operaciones dos años después, en 2009.

## Flota
La flota de Gadair consistía en las siguientes aeronaves al cierre de la compañía, todas en régimen de alquiler:
| Aeronaves      | Total | Introducido | Retirado | Matrículas      |
| -------------- | ----- | ----------- | -------- | --------------- |
| Boeing 757-200 | 2     | 2007        | 2009     | EC-JRT y TF-LLY |